# Chosrou Hejdari
Chosrou Hejdari (pers. خسرو حیدری; ur. 14 września 1983 w Teheranie) – irański piłkarz występujący na pozycji obrońcy w drużynie Esteghlal.

## Kariera piłkarska
Chosrou Hejdari jest wychowankiem klubu Esteghlal. W 2002 przeszedł do Abu Moslem Meszhed. Po trzech latach trafił do drużyny PAS Teheran, z którą zajął drugie miejsce w Pucharze Zatoki Perskiej. W 2007 odszedł do klubu PAS Hamedan, a sezon później podpisał kontrakt z zespołem Esteghlal. Tutaj wywalczył swój pierwszy tytuł mistrzowski. Od 2010 do 2011 był zawodnikiem drużyny Sepahan Isfahan. W 2011 wrócił do Esteghlalu.
Chosrou Hejdari w 2007 zadebiutował w reprezentacji Iranu. W 2011 został powołany do kadry narodowej na Puchar Azji. Jego drużyna zajęła pierwsze miejsce w grupie i odpadła w ćwierćfinale z Koreą Południową.

### Sukcesy

#### Pas Teheran
- Drugie miejsce
  - Puchar Zatoki Perskiej: 2006

#### Esteghlal
- Zwycięstwo
  - Puchar Zatoki Perskiej: 2009